# Desautelsite
La desautelsite (simbolo IMA: Des) è un minerale del supergruppo dell'idrotalcite, oltre che del gruppo dell'idrotalcite, appartenente alla famiglia dei "nitrati e carbonati" con composizione chimica Mg6Mn3+2(CO3)(OH)16 • 4(H2O).

## Etimologia e storia
Il minerale è stato chiamato in questo modo da P.J. Dunn, D.R. Peacor e T.D. Palmer nel 1979 in onore di Paul Ernest Desautels (24 settembre 1920, Filadelfia, Pennsylvania – 25 luglio 1991), chimico e curatore di mineralogia del National Museum of Natural History di Washington.

## Classificazione
Nella nona edizione della sistematica dei minerali secondo Strunz, aggiornata dall'Associazione Mineralogica Internazionale (IMA) fino al 2009, la desautelsite è elencata nella classe "5. Carbonati (nitrati)" e da lì nella sottoclasse "5.D Carbonati con anioni aggiuntivi, con H2O"; questa è ulteriormente suddivisa in base alla dimensione dei cationi coinvolti, in modo che il minerale possa essere trovato nella sezione "5.DA Con cationi di media dimensione" dove forma il gruppo nº 5.DA.50 insieme a comblainite, reevesite, takovite, idrotalcite, piroaurite e stichtite.
L'edizione successiva è continuata dal database "mindat.org", chiamata anche Classificazione Strunz-Mindat, dove la desautelsite mantiene la sua classificazione.
Nella Sistematica dei lapis (Lapis-Systematik) di Stefan Weiß, la desautelsite è elencata nella classe dei "nitrati, carbonati e borati" e da lì nella sottoclasse "carbonati idrati, con anioni estranei", dove si trova nel sistema nº V/E.03 insieme a idrotalcite, stichtite, piroaurite, takovite, reevesite, comblainite, fougèrite, trébeurdenite, sergeevite, karchevskyite e putnisite.
Anche la classificazione dei minerali secondo Dana elenca il minerale tra i "nitrati, carbonati e borati" e da lì nella sottosezione " nella sezione "carbonati contenenti idrossile o alogeno". Qui viene elencato nel "gruppo idrotalcite-Sjögrenite (sottogruppo idrotalcite: romboedrico)" dove forma il sistema nº 16b.06.02 insieme a idrotalcite, stichtite, piroaurite e droninoite.

## Abito cristallino
La desautelsite cristallizza nel sistema trigonale nel gruppo spaziale R3m oppure R3m (gruppi rispettivamente nº 160 e 166) con i parametri reticolari a = 3,114(1) Å e c = 23,39(2) Å, oltre a 3/8 unità di formula per cella unitaria.

## Origine e giacitura
La desautelsite si forma nelle fratture nella breccia serpentinitica, con altri minerali secondari di magnesio, dove è l'ultimo minerale a formarsi, oppure in rocce ultramafiche. La si trova associata, a seconda dei siti di ritrovamento, a brucite e artinite (per campioni provenienti dalla California); aragonite, idrotalcite, rhodochrosite e ossidi di manganese (in campioni rinvenuti a Shiraki, in Giappone).
La desautelsite è un minerale piuttosto raro ed è stata trovata solo a Shinshiro, Kochi e Toba (in Giappone); nelle contee di Fresno e San Benito (California) e nelle contee di Montgomery e di Lancaster (Pennsylvania), tutte negli Stati Uniti.
Altri siti si trovano a Irschen e Fusch an der Großglocknerstraße (Austria) e a Kallithea sull'isola di Rodi (Grecia).